# Хагер, Курт
Курт Хагер (нем. Kurt Hager; 24 июля 1912, Битигхайм-Биссинген — 18 сентября 1998, Берлин) — немецкий коммунистический политик, видный государственный деятель ГДР. Политэмигрант в 1930—1940-х годах. В 1950—1980-х — член руководства СЕПГ, главный идеолог партии. Входил в ближайшее окружение Эриха Хонеккера. Ортодоксальный сталинист. После объединения Германии привлекался к судебной ответственности, освобождён по состоянию здоровья.

## Коммунистический журналист
Родился в рабочей семье. Поначалу был членом христианской молодёжной организации YMCA. В 1930 году вступил в компартию Германии, занимался партийной журналистикой. Был активистом молодёжных и студенческих организаций КПГ, состоял в Союзе красных фронтовиков (участие в Первой мировой войне не было обязательным условием членства).
5 марта 1933 года Курт Хагер инициировал диверсию в Штутгарте — отключение кабеля во время речи Гитлера по радио. Был арестован и отправлен в концлагерь. В 1936 году освобождён, после чего эмигрировал.
В качестве коммунистического журналиста Хагер несколько лет курсировал по Европе с поручениями Коминтерна. Был военным корреспондентом на стороне республиканцев в испанской гражданской войне. Выступал по немецкому коммунистическому эмигрантскому радио и по зарубежному вещанию Мадрида.
В 1939 году, после победы франкистов, выслан во Францию, где был интернирован. Вскоре освобождён и перебрался в Великобританию. Продолжил прежнюю деятельность в изданиях эмигрантской организации КПГ. После начала Второй мировой войны интернирован британскими властями в лагере на острове Мэн, поскольку КПГ являлась членом Коминтерна, поддержавшего сближение СССР с Третьим рейхом и таким образом выступала в 1939—1940 на стороне гитлеровской «оси».

## Идеологический ортодокс
Курт Хагер вернулся в Берлин в 1946 году. В 1949 году получил звание профессора философии в Университете имени Гумбольдта. Пропагандировал ортодоксальную сталинистскую версию марксизма-ленинизма.
С 1952 Хагер — начальник отдела науки ЦК СЕПГ. С 1955 года — секретарь ЦК СЕПГ по идеологии. С 1963 года — член политбюро ЦК СЕПГ, председатель идеологической комиссии. С 1967 возглавлял Комитет народного образования. В 1976—1989 — член Государственного совета ГДР и Национального совета обороны. С 1958 года был также депутатом Народной палаты. Жена Хагера Кете Хагер представляла СЕПГ в Международной демократической федерации женщин. Дочь Нина Хагер была научным сотрудником Института философии Академии наук ГДР
Четверть века — с начала 1960-х по конец 1980-х — Курт Хагер возглавлял идеологические структуры СЕПГ. Он контролировал также политику в сферах образования, науки и культуры. Его усилиями ГДР являлась в «соцлагере» оплотом марксистско-ленинского фундаментализма. В стране действовала особо жёсткая цензура, преследовались и пресекались любые отступления от ортодоксальной линии (характерный штрих — личный запрет Хагера на концерт Удо Линденберга в 1979 году). Идеологические ведомства Хагера тесно взаимодействовали с министерством госбезопасности Эриха Мильке.
Хагер упорно проводил концепцию «двух немецких наций — социалистической и буржуазной», исключая воссоединение Германии в сколько-нибудь обозримые сроки. Он отрицал общность истории и культуры ГДР и ФРГ. При этом Хагер, с 1930-х привыкший к беспрекословному подчинению Москве, настаивал на зеркальном копировании СЕПГ политических установок КПСС (что особенно характеризовало хонеккеровский период, после отстранения Ульбрихта).

## «Обойный профессор»
Начало перестройки в СССР крайне озадачило Хагера. С конца 1986 года он повёл политику дистанцирования от советского влияния. Воздерживаясь от прямой критики горбачёвского курса, Хагер подчёркивал, что гласность и реформы имеют значение только для СССР, но не для ГДР.

Если ваш сосед переклеивает обои в квартире — неужели вы считаете, что обязаны переклеить их тоже?

Курт Хагер, апрель 1987

После этого певец-диссидент Вольф Бирман в своей Ballade von den verdorbenen Greisen («Баллада о развратных стариках») отозвался о Хагере как об «обойном профессоре».

## Символ партийного ханжества
Курт Хагер являлся одним из главных объектов ненависти революции 1989 года. Попытки отмежеваться от Хонеккера — 12 октября 1989 Хагер посетил Москву, где провёл переговоры об отстранении престарелого генсека — не помогли хонеккеровскому идеологу. В составе группы консервативных руководителей СЕПГ он был отправлен в отставку уже в октябре 1989 года.
Вскоре после падения Хонеккера была предана гласности роскошь посёлка Вандлиц — места проживания партийно-государственных руководителей. Хагер заявил, что был помещён туда «вопреки своей воле, в разгар холодной войны, и вынужден был склониться перед решением партии» (он даже сравнил элитный посёлок с лагерем для интернирования). Это окончательно превратило Хагера в символ начальственного ханжества.
В ноябре 1989 года Курт Хагер был выведен из состава Политбюро и ЦК СЕПГ, в 1990 году исключён из партии. Пять лет спустя 83-летний Хагер присоединился к ГКП. В руководстве ГКП состоит и Нина Хагер.
Тогда же, в 1995 году, Хагер был привлечён к судебной ответственности по «Процессу политбюро» как один из авторов приказа о стрельбе по перебежчикам на границе ГДР с ФРГ. Однако на следующий год он был освобождён по состоянию здоровья. Умер в 1998 году, похоронен на берлинском кладбище Фридрихсфельде, которое считается престижным местом захоронения социалистических деятелей.
В биографии Курта Хагера заметное место занимает антинацистская деятельность 1930-х годов. Однако в историю Германии он вошёл не участником Сопротивления, а идеологом тоталитарного режима.